# Шор, Юлия Владимировна
Ю́лия Влади́мировна Шор (5 мая 1949, Ленинград — 8 января 2011, Санкт-Петербург) — российская переводчица

 с английского языка, лингвист, автор статей по теории и практике перевода, историк перевода и преподаватель английского языка. Юлия Владимировна была доцентом Санкт-Петербургского государственного университета, кандидатом филологических наук, членом Санкт-Петербургского лингвистического общества, членом Союза писателей России, членом союза «Мастера литературного перевода», членом Федерации русских писателей (Мюнхен).

## Биография
Родилась в семье переводчиков, с детства проявляла интерес к профессии родителей. Отец, Шор Владимир Ефимович, переводчик, литературовед, специалист по теории и истории перевода. Мать — переводчица Шафаренко, Инна Яковлевна.
Публиковаться начала ещё с детства. Первое опубликованное стихотворение — в газете «Ленинские искры» от 1 января 1960 г.
Окончила класс с филологическим уклоном знаменитой 30-й школы.
В 1972 г. закончила английское отделение филологического факультета Ленинградского государственного университета по специальности филолог-германист, преподаватель английского языка.
С 1972 по 1994 гг. работала на кафедре иностранных языков в Ленинградском (Санкт-Петербургском) государственном Горном институте.
В 1985 г. по окончании аспирантуры филологического факультета Ленинградского государственного университета защитила кандидатскую диссертацию «Просодика оригинального и переводного стихотворного текста».
С 1994 г. перешла на работу на филологический факультет Санкт-Петербургского государственного университета. Была доцентом кафедры общего языкознания, затем (с 2004 г.) — кафедры Английского языка экономики и права.
В университете Ю. В. Шор читала лекции по истории и теории перевода, вела практические занятия по английскому языку, руководила научной работой студентов и аспирантов.
Впервые выступила как переводчик в 1977 г. с переводом стихотворения Мэнгена в сборнике «Европейская поэзия XIX века». Является автором многих переводов с английского языка, лучшими из которых считаются перевод романов Р. Зилазны, Ф. Рота и У. Крейга. Как литературовед написала блестящее послесловие к роману Р. Зилазны.
Основные научные труды Ю. В. Шор относятся к теории и истории перевода.
С 2000 в течение ряда лет Шор руководила творческим семинаром переводчиков в Санкт-Петербургском лингвистическом обществе.
Юлия Владимировна Шор скончалась 8 января 2011 года. Похоронена на Комаровском мемориальном кладбище.

## Переводы
| Год перевода | Название | Оригинальное название                                                                                    | Автор                   | Примечания |
| 1993         | Остров мёртвых | Isle of the Dead                                                                                         | Роджер Желязны          |            |
| 2000         | Паутинка Шарлотты | Charlotte’s Web                                                                                          | Элвин Брукс Уайт        |            |
| 2003         | Убийство в доме викария | The Murder at the Vicarage                                                                               | Агата Кристи            |            |
| 2003         | За Тёмными лесами | Beyond The Deepwoods                                                                                     | Пол Стюарт, Крис Риддел |            |
| 2004         | Последний воздушный пират | The Last of the Sky Pirates                                                                              | Пол Стюарт, Крис Риддел |            |
| 2005         | Академик Вокс | Vox | Пол Стюарт, Крис Риддел |            |
| 2007         | Кот, который учуял крысу | The Cat who Smelled a rat                                                                                | Браун, Лилиан Джексон   | Амфора     |
| 2007         | Шрек! | Shrek!                                                                                                   | Стейг, Уильям           | Амфора     |
| 2008         | Вольный рыцарь. Три повести для детей: Вольный рыцарь и поле брани. Вольный рыцарь и сокровища дракона. Вольный рыцарь и озеро черепов | Free Lance and the Field of Blood. Free Lance and the Dragon’s Hoard. Free Lance and the Lake of Skulls. | Пол Стюарт, Крис Риддел | Амфора     |
| 2008         | Обычный человек | Everyman                                                                                                 | Филип Рот               | Амфора     |
| 2010         | Другая жизнь | Counterlife                                                                                              | Филип Рот               | Амфора     |

## Основные опубликованные работы
- Интонационно-стилистические особенности подлинника и перевода // Анализ стилей зарубежной художественной и научной литературы, № 4, -Л.: изд. Ленингр. ун-та, 1985. С. 126—135.
- Временная организация оригинального и переводного стихотворного текста // Деп. В ИНИОН АН СССР № 22264 от 27 августа 1985 г.
- Композиция и интонация в оригинальном и переводном стихотворном тексте // Теория и практика перевода, № 13. Киев, Вища школа, 1986. С.137-144.
- Факторы, определяющие просодику стиха оригинала и перевода // Проблемы поэтической речи. Сб.научных трудов МГПИИЯ им. М.Тореза, вып.307. М.: 1988. С 111—118.
- Передача интонации в стихотворном переводе // Терминологическое обеспечение научно-технического прогресса. Тезисы докладов зональной научно-практической конференции 30 июня — 1 июля 1988 г. —Омск: 1988. С.171.
- Стилистические особенности английского готического романа // Анализ стилей зарубежной художественной и научной литературы, вып.6 — Л.: Изд. Лен.ун-та, 1989. С.57-65.
- Тестирование как один из методов понимания текста в техническом вузе // Методика преподавания иностранного языка в высшей школе . Сборник. —Ленингр.горный институт. — Л.: 1989. Деп.в НИИ В.Ш, Москва, № 840. 16 апреля 1990.
- Изучение иностранного языка как часть профессиональной подготовки специалиста в техническом вузе // Профессиональная ориентация как фактор формирования личности специалиста. Тезисы докладов Всероссийской научной конференции 16-17 мая 1989 г. — Кемерово. 1989. —С.106-107.
- Лингвистические и экстралингвистические проблемы при устном переводе научного текста // Семантико-синтаксические трудности перевода научно-технической литературы и документации. — Калуга, 1990. С .175-180.
- Работа на ФОП как один из методов интенсификации обучения иностранным языкам // Язык и культура. Библиографический аспект проблемы. Тезисы докладов научно-практической конференции. — Уфа: Госкомиздат БАССР, 1990. С.95-196.
- Проработка методических приемов тестирования и других методов контроля аудиторной и внеаудиторной самостоятельной работы студентов // Отчет каф.ин.яз. ЛГИ им. Г. В. Плеханова по госбюдж.теме « Оптимизация процесса обучения иностранным языкам в техническом вузе» Л.: ЛГИ им. Г. В. Плеханова, 1990. С.14-29.
- Типы симметрии и коммуникативная направленность поэтического текста // Проблемы речевой коммуникации Сб. Научн.трудов МГЛИ. Вып.395. М.: 1992. С.30-42.
- Мифы и фантазии Роджера Зилазни . Вступительная статья к книге // Р.Зиазни. Остров Мертвых. СПб.: Северо-Запад, 1993. С.5-16.
- Комментарии к роману Р.Зилазни «Остров Мертвых» // Там же, с.542.
- Трансляционная симметрия и перевод // Анализ стилей зарубежной художественной и научной литературы, № 7. Спб, Изд. СПБ.ун-та, 1996. С. 143—154.
- Симметрические композиции, звук и смысл стихотворного текста // Материалы XXVI межвузовской научно-методической конференции преподавателей и аспирантов 11-14 марта 1997 г. Вып. IV. Общее языкознание. — Изд. Санкт-Петербургского ун-та, СПб, 1997.
- Space and Time in Verse and Different Types of Symmetry Compositions. // Book of Abstracts. Order and Disorder. Fourth Interdiciplinary Congress and Exhibition of the International Society for the Interdiciplinary Study of Symmetry (ISIS-Symmetry), Technion, Haifa, Israel, 13-18 September 1998, p. 133
- Периферийные языковые явления и перевод. // Материалы XXVIII межвузовской научно-методической конференции преподавателей и аспирантов. Вып.16. Секция общего языкознания. Часть 1. —15-22 марта 1999 г., Санкт-Петербург, 1999.
- Маргинальные языковые явления и проблемы перевода. // Материалы XIX межвузовской научно-методической конференции преподавателей и аспирантов. Вып.14.Секция общего языкознания. Часть 1. 13-20 марта 2000 г., Санкт-Петербургский государственный университет, Изд. СПб.ун-та, Санкт-Петербург., 2000. с.44-51.
- Фоновые знания и перевод. Санкт-Петербургское лингвистическое общество. Вторые научные чтения. Тезисы докладов. 26 октября — 2 ноября 2000 года. Санкт-Петербург, 2000. с.с.30-32.
- Интерпретация текста и вариативность переводческих решений. Материалы ХХХ межвузовской научно-методической конференции преподавателей и аспирантов 1-17 марта 2001 г. Секция общего языкознания, вып.1 .Часть 1.Филологический факультет Санкт-Петербургского гос.ун-та. Изд-во Санкт-Петербургского ун-та, 2001, с.28-40.
- Адекватность перевода и вариативность переводческих решений. Научные чтения −2001. Санкт-Петербургское лингвистическое общество. С.-Петербург, 17-18 декабря 2001 г. Материалы конференции. Приложение к журналу «Язык и речевая деятельность» (т.4, ч.1). Издательство С.-Петербургского университета, 2002, с.с.178-196.
- Русский язык в стихотворных переводах. // Материалы XXXI межвузовской научно-методической конференции преподавателей и аспирантов 11-16 марта 2002 г. Секция общего языкознания. Филологический факультет Санкт-Петербургского государственного университета, 2003, с.с. 23-29.
- Полифония текста: оригинал и перевод. // Материалы XXXII межвузовской научно-методической конференции преподавателей и аспирантов 11-15 марта 2003 г. Общее языкознание, вып.24.. Филологический факультет Санкт-Петербургского государственного университета, 2003, 15-25.
- Литературные пародии, пересмешники, подражания как феномен разноголосицы в тексте. Respectus Philologicus, 3 (8) 2003.Vilnius universiteto Kauno humanitarinis fakultetas,2003, p.p. 95-105.
- Что стоит за словом? « Седьмые Федоровские Чтения». Университетское переводоведение. Выпуск 7. СпбГУ, 2006.